# Makrillfiskar
Makrillfiskar (Scombridae) är en familj i ordningen abborrartade fiskar som lever i salt och bräckt vatten.
De har en spolformig, obetydlig hoptryckt kroppsform, väl utvecklad tandbyggnad, två ryggfenor och vanligen även smärre så kallade bifenor. Bukfenorna sitter på bröstet samt har en taggstråle och fem mjuka strålar. 
Arterna av denna familj är talrikt förekommande såväl i den tropiska zonen som i de tempererade. De är ytterst snabba rovfiskar. 
Ur ekonomisk synvinkel är denna fiskfamilj, som omfattar omkring 50 arter uppdelade i 15 släkten, en av de viktigaste.

## Släkten
Makrillfiskarna kan indelas i två underfamiljer, varav den andra i fyra tribus:
Gasterochismatinae Lahille, 1903
- fjärilskungsfisksläktet (Gasterochisma) Richardson, 1845. 1 art

Scombrinae Bonaparte, 1831
- Tribus Sardini Jordan & Evermann, 1896
  - Cybiosarda Whitley, 1935. 1 art
  - Gymnosarda Gill, 1862. 1 art
  - Orcynopsis Gill, 1862. 1 art
  - Sarda Cuvier, 1829. 4 arter
- Tribus Scomberomorini Starks, 1910
  - Acanthocybium Gill, 1862. 1 art
  - Grammatorcynus Gill, 1862. 2 arter
  - Scomberomorus Lacépède, 1801. 18 arter
- Tribus Scombrini Bonaparte, 1831
  - Rastrelliger Jordan & Starks i Jordan & Dickerson, 1908. 3 arter
  - makrillsläktet (Scomber) Linné, 1758. 4 arter
- Tribus Thunnini Starks, 1910
  - Allothunnus Serventy, 1948. 1 art
  - Auxis Cuvier, 1829. 2 arter
  - Euthynnus Lütken i Jordan & Gilbert, 1883. 3 arter
  - bonitsläktet (Katsuwonus) Kishinouye, 1915. 1 art
  - tonfisksläktet (Thunnus) South, 1845. 8 arter